# Clemente Alonso McKernan
Pour les articles homonymes, voir Alonso et McKernan.
Clemente Alonso McKernan, né le 23 avril 1978 à Malaga en Espagne est un triathlète professionnel espagnol, multiple vainqueur sur triathlon Ironman.

## Palmarès
Le tableau présente les résultats les plus significatifs (podium) obtenus sur le circuit national et international de triathlon depuis 1998,.
| Année | Compétition                 | Pays           | Position           | Temps           |
| ----- | --------------------------- | -------------- | ------------------ | --------------- |
| 2018  | Ironman Arizona             | États-Unis     | Médaille d'argent  | 8 h 8 min 41 s  |
| 2017  | Ironman Suède               | Suède          | Médaille d'or      | 8 h 7 min 48 s  |
| 2014  | Ironman Arizona             | États-Unis     | Médaille d'argent  | 8 h 0 min 32 s  |
| 2014  | Ironman Barcelone           | Espagne        | Médaille d'or      | 8 h 4 min 13 s  |
| 2014  | Ironman Copenhague          | Danemark       | Médaille d'argent  | 8 h 10 min 53 s |
| 2013  | Ironman France              | France         | Médaille de bronze | 8 h 35 min 53 s |
| 2012  | Ironman Allemagne           | Allemagne      | Médaille de bronze | 8 h 14 min 4 s  |
| 2012  | Ironman Afrique du Sud      | Afrique du Sud | Médaille d'or      | 8 h 34 min 45 s |
| 2011  | TriGrandPrix                | Espagne        | Médaille d'or      | 3 h 40 min 42 s |
| 2011  | Challenge Barcelone-Maresme | Espagne        | Médaille d'or      | 8 h 15 min 25 s |
| 2011  | Ironman Suisse              | Suisse         | Médaille d'argent  | 8 h 27 min 56 s |
| 2009  | Half Challenge Barcelone    | Espagne        | Médaille d'or      | 4 h 1 min 49 s  |
| 2005  | Championnat d'Espagne       | Espagne        | Médaille d'argent  | Timing          |
| 1998  | Championnat d'Espagne       | Espagne        | Médaille d'argent  | Timing          |